# Virginia Henderson
Virginia Avenel Henderson (ur. 30 listopada 1897 w Kansas City, zm. 19 marca 1996 w Branford, Connecticut) – amerykańska pielęgniarka, twórczyni nowoczesnych koncepcji pielęgniarskich, profesor.

## Życiorys
Urodziła się jako piąte z ósemki dzieci w rodzinie. Jej ojciec był adwokatem rdzennych Indian amerykańskich. Ukończyła Wojskową Szkołę Pielęgniarstwa w Waszyngtonie (decyzję o takim kierunku studiów podjęła po I wojnie światowej). Początkowo pracowała jako pielęgniarka środowiskowa, a później jako wykładowca pielęgniarstwa (w 1930 ukończyła studia pielęgniarskie). Podczas swych wykładów kładła nacisk na analityczne myślenie i nowoczesne podejście do zawodów opiekuńczych. Od 1950 była profesorem. Trzy lata później rozpoczęła pracę na Uniwersytecie Yale.
Do jej najważniejszych osiągnięć należy sformułowanie w 1955 definicji pielęgniarstwa przyjętej przez Międzynarodową Radę Pielęgniarek jako obowiązującą na całym świecie. Kierowała też projektami badawczymi dotyczącymi zagadnień pielęgniarstwa. Była autorką Podstawowych zasad opieki pielęgniarskiej – dzieła fachowego przetłumaczonego na dwadzieścia języków. Nazywana była Pierwszą Damą Pielęgniarstwa (First Lady of Nursing). 
Jej system opieki pielęgniarskiej jest oparty na teorii potrzeb Abrahama Maslowa. W myśl tych założeń jednostka ludzka postrzegana jest całościowo, holistycznie, ze wszystkimi swoimi potrzebami (fizycznymi i duchowymi), a środowisko jego życia jest powiązane z potrzebami. Pielęgniarka ma asystować człowiekowi choremu lub zdrowemu, zastępować go w wykonywaniu czynności, na które z różnych przyczyn nie ma sił, aktywizować go do wykonywania czynności, gdy brak mu motywacji, a także dostarczać wiedzy. Profesjonalna opieka nad chorym to według Henderson gromadzenie danych, planowanie opieki, realizowanie planu oraz ocena wyników działania.

## Upamiętnienie
Jej imię nadano Międzynarodowej Bibliotece Pielęgniarstwa w Indianapolis.